# Organizzazione marittima internazionale

In verde i membri dell'organizzazione

L'Organizzazione marittima internazionale, in acronimo IMO (dall'inglese International Maritime Organization) è un istituto specializzato delle Nazioni Unite incaricato di sviluppare i principi e le tecniche della navigazione marittima internazionale al fine di promuovere la progettazione e lo sviluppo del trasporto marittimo internazionale rendendolo più sicuro ed ordinato.
La convenzione dell'IMO adottata dai paesi membri prevede degli standard riguardanti le regole per prevenire gli abbordi in mare (COLREG), gli standard di costruzione e compartimentazione delle navi, nonché le dotazioni antincendio, impiantistiche, di sopravvivenza e salvataggio (SOLAS), la formazione e certificazione del personale marittimo (STCW). Inoltre, l'IMO definisce i protocolli per le indagini sugli incidenti marittimi seguiti dalle autorità per la sicurezza del trasporto dei paesi firmatari della convenzione sulla navigazione civile internazionale.
Per sostenere la ricerca e la formazione specialistica l'IMO ha promosso la nascita della World Maritime University e dell'International Maritime Law Institute.

## Strumenti giuridici
L'Organizzazione marittima internazionale è la fonte di circa 60 strumenti giuridici che regolano lo sviluppo normativo degli Stati membri per migliorare la sicurezza in mare, facilitare il commercio marittimo tra gli stati e proteggere l'ambiente marino; emana regolamenti, che vengono applicati dalle autorità marittime nazionali e locali nei paesi membri; regolamenta il controllo dello Stato di approdo (Port State Control, PSC), consentendo alle autorità marittime nazionali come la guardia costiera di ispezionare le navi battenti bandiera straniera che fanno scalo nei porti degli Stati.
- Convenzione internazionale per la salvaguardia della vita umana in mare (SOLAS)
- Convenzione internazionale per la prevenzione dell'inquinamento causato da navi (MARPOL 73/78)
- Convenzione internazionale sugli standard di addestramento, abilitazione e tenuta della guardia per i marittimi (STCW)
- Regolamento internazionale per prevenire gli abbordi in mare (COLREG)
- Convenzione per facilitare il traffico marittimo internazionale (FAL)
- Convenzione internazionale sulle linee di carico (CLL)
- Convenzione internazionale sulla ricerca ed il salvataggio marittimo (SAR)
- Convenzione per la repressione degli atti illeciti contro la sicurezza della navigazione marittima (SUA)
- Convenzione internazionale per la sicurezza dei container (CSC)
- Convenzione istitutiva dell'Organizzazione internazionale per le telecomunicazioni marittime via satellite (INMARSAT)
- Convenzione internazionale di Torremolinos sulla sicurezza della navi da pesca (SFV)
- Convenzione internazionale sugli standard di addestramento, abilitazione e tenuta della guardia per i marittimi addetti alla pesca (STCW-F)
- Accordo sulle navi da passeggeri che effettuano trasporti speciali
- Convenzione internazionale sull'intervento in alto mare in caso di sinistri che causino o possano causare inquinamento da idrocarburi
- Convenzione sulla prevenzione dell'inquinamento marino dovuto allo scarico di rifiuti e altre materie (Convenzione di Londra)
- Convenzione internazionale sulla preparazione, la risposta e la cooperazione in materia di inquinamento da idrocarburi (OPRC)
- Protocollo della Convenzione sulla pianificazione, risposta e cooperazione in caso di inquinamento dovuto a sostanze pericolose e nocive (OPRC-HNS)
- Convenzione internazionale sul controllo dei sistemi antivegetativi nocivi sulle navi
- Convenzione internazionale per il controllo e la gestione delle acque di zavorra e dei sedimenti delle navi (BWM)
- Convenzione internazionale di Hong Kong per un riciclaggio delle navi sicuro e compatibile con l'ambiente
- Convenzione internazionale sulla responsabilità civile per i danni derivanti da inquinamento da idrocarburi (CLC)
- Convenzione internazionale sull'istituzione di un fondo internazionale per il risarcimento dei danni causati dall'inquinamento da idrocarburi (FUND)
- Convenzione relativa alla responsabilità civile nel settore del trasporto marittimo di materiali nucleari
- Convenzione di Atene relativa al trasporto via mare dei passeggeri e del loro bagaglio (PAL)
- Convenzione sulla limitazione della responsabilità per crediti marittimi (LLMC)
- Convenzione internazionale sulla responsabilità e sul risarcimento dei danni prodotti dal trasporto via mare di sostanze pericolose e nocive (HNS)
- Convenzione internazionale sulla responsabilità civile per i danni derivanti dall'inquinamento determinato dal carburante delle navi (Bunker Oil)
- Convenzione internazionale di Nairobi sulla rimozione dei relitti
- Convenzione internazionale sulla stazzatura delle navi
- Convenzione internazionale sul salvataggio
- Codice internazionale dei segnali
- Codice internazionale per la sicurezza delle navi e degli impianti portuali (ISPS)